# Итальянцы в Доминиканской Республике
Итальянские доминиканцы (итал. italo-dominicani; исп. ítalo-dominicanos) — граждане Доминиканской Республики, имеющие полное или частичное итальянское происхождение, чьи предки были итальянцами, эмигрировавшими в Доминиканскую Республику, или итальянцами, родившимися в Доминиканской Республике. Итальянская диаспора в Доминиканской Республике, если учесть как людей итальянского происхождения, так и итальянцев по рождению, является крупнейшей в Карибском регионе.

## История
В первые столетия после открытия Америки в 1492 году несколько сотен итальянцев перебрались жить в Санто-Доминго (так первоначально называлась Доминиканская Республика). Большинство из них были священнослужителями, авантюристами и торговцами.

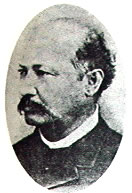
Биллини, Франсиско Грегорио, президент Доминиканской Республики в 1884—1885 годах, имел итальянское происхождение: его бабушка и дедушка были выходцами из Равенны.

В бурные годы обретения Доминиканской Республикой независимости пост президента страны с 1884 по 1885 год занимал Франсиско Грегорио Биллини, предки которого были выходцами из Равенны. Он подал в отставку вскоре после того, как отказался ограничить свободу прессы.
В конце XIX века сахарная промышленность приносила наибольшую прибыль экономике Доминиканской Республики, что привлекло несколько сотен итальянцев, поселившихся преимущественно в столице Санто-Доминго и её окрестностях, таких как город Ла-Романа .
Доминиканцы итальянского происхождения оставили значительный след в истории и развитии этой карибской страны. Так старейшая доминиканская газета была основана в 1889 году итальянцем, а создание Военно-морских сил Доминиканской Республики было делом генуэзского торговца Джованни Баттиста Камбьязо. Наконец, облик Дворца президента Доминиканской Республики, как внешний, так и структурный, принадлежит авторству итальянского инженера Гвидо Д'Алессандро.
В 2010 году количество доминиканцев итальянского происхождения составляло около 300 000 человек (что составляет около 3% от общей численности населения Доминиканской Республики), в то время как число итальянских граждан, проживавших в этой карибской стране, было около 50 000 человек, преимущественно сосредоточенных в Бока-Чике, Сантьяго-де-лос-Трейнта-Кабальеросе, Ла-Романе и в столице Санто-Доминго  .